# Montemurro (Basilikata)
Montemurro ist eine süditalienische Gemeinde (comune) mit 1057 Einwohnern (Stand 31. Dezember 2023) in der Provinz Potenza in der Basilikata.

## Lage
Die Gemeinde liegt etwa 41 Kilometer südsüdöstlich von Potenza am Lago di Pietra del Pertusillo und gehört zur Comunità Montana Alto Agri. Die südliche Gemeindegrenze bildet der Agri.

## Geschichte

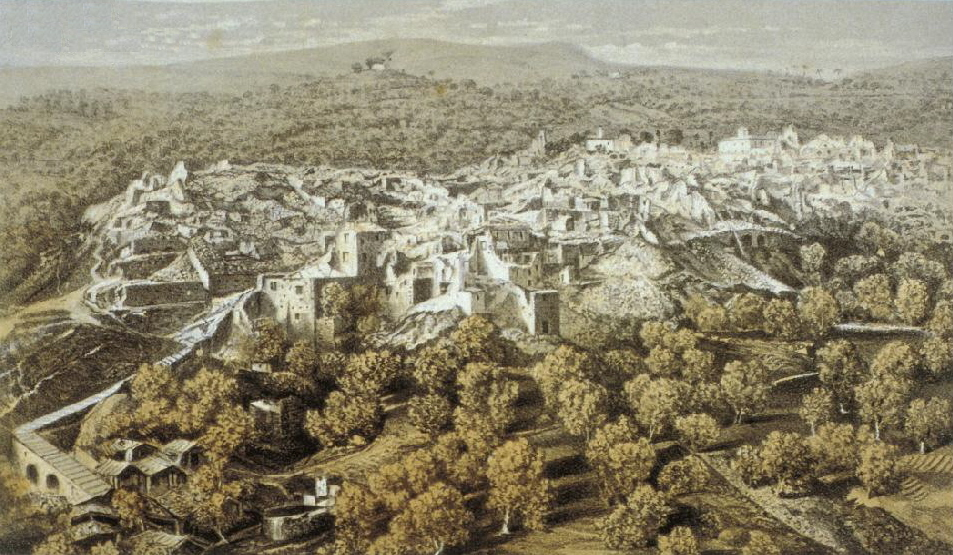
Auswirkungen des Erdbebens von 1857 für Montemurro

1857 kam es zu einem schweren Erdbeben, das zu erheblichen Schäden führte.

## Verkehr
Durch die Gemeinde führt die Strada Statale 598 di Fondo Valle dell'Agri von Atena Lucana nach Eraclea.